# Царев (метеорит)
Царе́в или Царе́вский метеорит — метеорит весом 1225 килограммов, найденный в Волгоградской области поблизости от села Царев. Относится к классу обыкновенных кондритов и имеет структурный тип L5.
В начале декабря 1922 года на севере Астраханской губернии наблюдалось падение с неба камня (метеорита). Слух об этом разошёлся по всей советской России, причём камню (метеориту) приписывались необычайно большие размеры.
Хотя различные учреждения юга России и посылали на предполагаемое место падения своих представителей, тем не менее, найти этот метеорит никому не удавалось.

Из листовки Академии Наук 1923 года:
Геологический и Минералогический Музей Академии Наук для поощрения поисков нашел возможным объявить премию за находку метеорита на следующих условиях: Геологический и Минералогический Музей Российской Академии Наук уплачивает современной валютой сто (100) рублей золотом по существующему курсу рубля (свыше двух с половиной миллиардов по счету 1921 г.) из отпущенного ему специального фонда на приобретение метеоритов…
Метеорит был найден только в 1968 году при распашке полей совхоза «Ленинский». Первое сообщение о находке было получено ещё через 11 лет (в 1979 году) от электросварщика Б. Г. Никифорова.